# Mesogobius
Mesogobius és un gènere de peixos de la família dels gòbids i de l'ordre dels perciformes.

## Taxonomia
- Mesogobius batrachocephalus (Pallas, 1814)[2]
- Mesogobius nigronotatus (Kessler, 1877)[3]
- Mesogobius nonultimus (Iljin, 1936)[4][5][6][7][8][9][10]